# (5674) Wolff
(5674) Wolff es un asteroide perteneciente al cinturón de asteroides descubierto el 6 de septiembre de 1986 por Edward Bowell desde la Estación Anderson Mesa (condado de Coconino, cerca de Flagstaff, Arizona, Estados Unidos).

## Designación y nombre
Designado provisionalmente como 1986 RW2. Fue nombrado Wolff en homenaje a John M. Wolff, un antiguo administrador de la Fundación Wolff. Dotado por el padre de Wolff, la fundación ha brindado apoyo para hospitales infantiles, para niños con necesidades especiales y para organizaciones de arte y música en Phoenix, Arizona y San Luis, Misuri. Las generosas donaciones al Observatorio Lowell han permitido la construcción de guías de desplazamiento automáticas y otros instrumentos.

## Características orbitales
Wolff está situado a una distancia media del Sol de 2,357 ua, pudiendo alejarse hasta 2,746 ua y acercarse hasta 1,968 ua. Su excentricidad es 0,165 y la inclinación orbital 1,701 grados. Emplea 1322,26 días en completar una órbita alrededor del Sol.

## Características físicas
La magnitud absoluta de Wolff es 13,4. Tiene 6,039 km de diámetro y su albedo se estima en 0,193. 